# Pardes
Pardes er en indisk Bollywood-film fra 1997.

## Handling
Kishorilal (Amrish Puri) er en inder som bor i Los Angeles. Han vil gerne have en indisk pige som brud til sin ældste søn(Apoorva Agnihotri). Da han besøger sin ven(Alok Nath) i Uttar Pradesh i Indien, betragter han hans datter Ganga (Mahima Chaudry) som den perfekte brud til sin søn. 
Senere sender han sin adoptivsøn Arjun(Shah Rukh Khan) til Ganga, for at lære hende amerikanske traditioner og at lære brudgommen indiske traditioner. De bliver forlovet, og Ganga kommer med til USA. Der lægger hun mærke til at hendes forlovede går til drug og flirter med andre piger.....der opdager hun, at hun er forelsket i Arjun.....
Rolleliste:
- Mahima Chaudry....Ganga
- Shah Rukh Khan....Arjun
- Apoorva Agnihotri....Rajiv
- Amrish Puri....Kishorilal
- Alok Nath....Ganga´s Far
- Himani Shivpuri....Ganga´s Tante

Trivia: Mahima Chaudry og Apoorva Agnihotri havde begge deres filmdebut i denne film.